# Jan Wawrzyniak
Jan Franciszek Wawrzyniak (ur. 4 czerwca 1945 we Wrześni) – polski prawnik, profesor nauk prawnych, specjalista w dziedzinie historii doktryn politycznych i prawnych oraz prawa konstytucyjnego.

## Kariera naukowa
Objął następujące funkcje:
- wiceprezes Polskiego Towarzystwa Prawa Konstytucyjnego;
- kierownik Zespołu Prawa Publicznego i Badań Europejskich na Instytucie Nauk Prawnych Polskiej Akademii Nauk;
- kierownik Katedry Prawa Konstytucyjnego Europejskiej Wyższej Szkoły Prawa i Administracji w Warszawie;
- kierownik Katedry Prawa Konstytucyjnego Akademii Leona Koźmińskiego w Warszawie.

Był nauczycielem akademickim w Prywatnej Wyższej Szkole Nauk Społecznych, Komputerowych i Medycznych w Warszawie.

## Odznaczenia
W 2001 odznaczony Krzyżem Oficerskim Orderu Odrodzenia Polski.

## Nagrody
- Nagroda im. Ludwika Waryńskiego (1986) za książkę "Rewolucja i demokracja. Myśl polityczna komunistów Europy Zachodniej" (PWN, wyd. I 1986)[4]

## Wybrane publikacje
- Równość obywateli PRL. Studium prawno-polityczne, PWN, Warszawa 1977.
- Rewolucja i demokracja. Myśl polityczna komunistów Europy Zachodniej, PWN, Warszawa 1986.
- Prawo do prywatności. Zarys problematyki, Wydawnictwa PWSBiA, Warszawa 1994 ISBN 83-86031-15-8.
- Zarys polskiego ustroju konstytucyjnego, Oficyna Wydawnicza "Branta", Bydgoszcz 1999, ISBN 83-86605-54-5.
- Konstytucja, rząd, parlament. Księga jubileuszowa Profesora Jerzego Ciemniewskiego (współred.), Wydawnictwo Sejmowe, Warszawa 2014, ISBN 978-83-7666-303-6).